# Babatunde Osotimehin

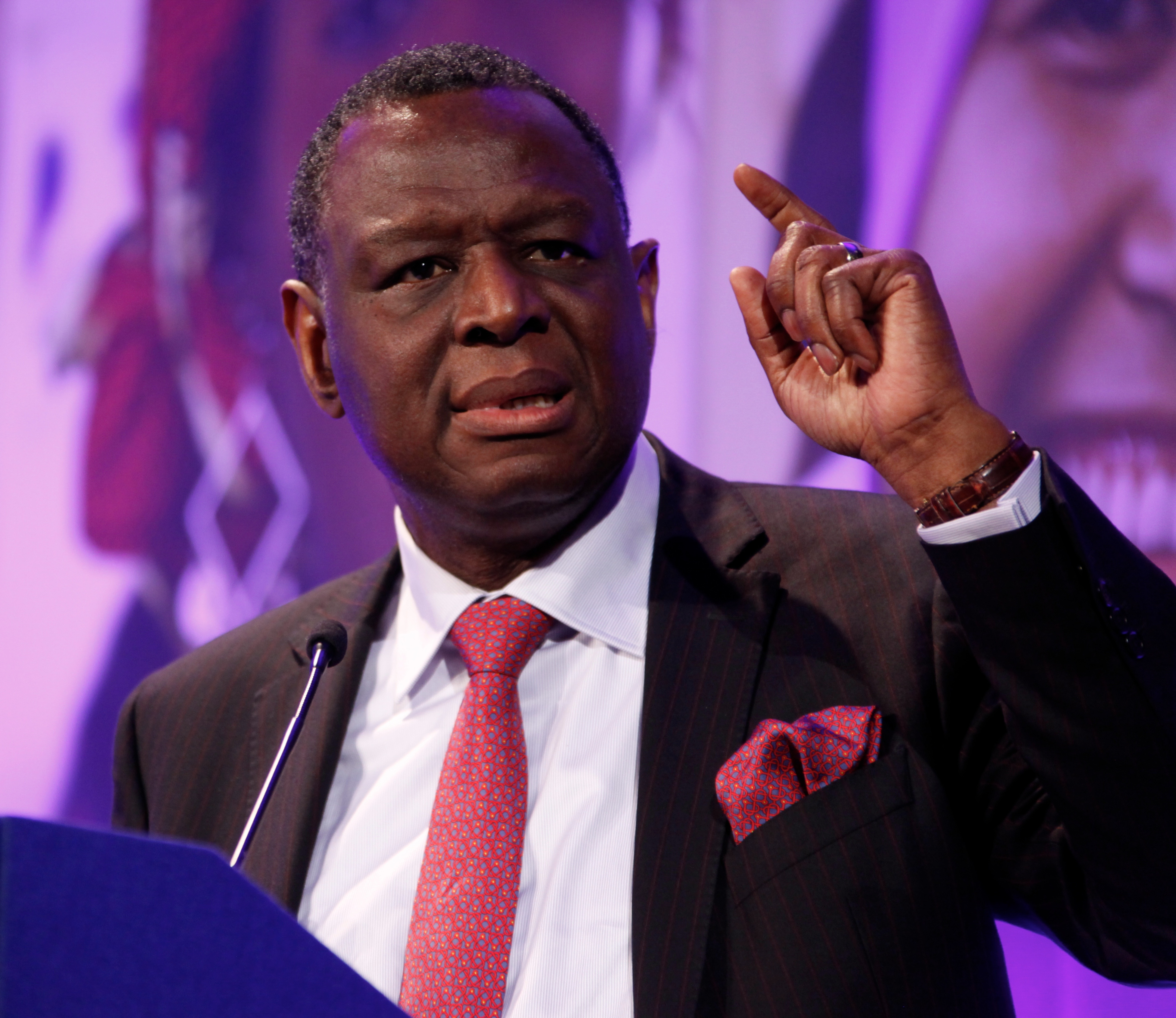
Babatunde Osotimehin (2012)

Babatunde Osotimehin (* 6. Februar 1949 im heutigen Bundesstaat Ogun; † 4. Juni 2017 in West Harrison, New York) war ein nigerianischer Arzt und Politiker, der zwischen 2008 und 2010 Gesundheitsminister Nigerias sowie von 2011 bis zu seinem Tode Exekutivdirektor des Bevölkerungsfonds der Vereinten Nationen (UNFPA) im Range eines Untergeneralsekretärs der Vereinten Nationen war.

## Leben
Osotimehin begann nach dem Schulbesuch ein Studium der Medizin an der University of Ibadan, das er 1972 abschloss. 1979 erwarb er einen Doktor der Medizin an der University of Birmingham und übernahm nach seiner Rückkehr nach Nigeria 1980 eine Professur an der University of Ibadan, wo er zugleich Leiter der Abteilung für klinische Pathologie war. 1990 wurde er Provost der Medizinischen Fakultät (College of Medicine) der University of Ibadan. Er fungierte zwischen Juli 2002 und März 2007 als Vorsitzender des Nationalen Aktionsausschusses gegen AIDS (National Action Committee on AIDS) und wurde für seine dortigen Verdienste im Dezember 2005 mit dem Offizierskreuz des Order of the Niger ausgezeichnet. Im Anschluss war er von März 2007 bis Dezember 2008 Generaldirektor der Nationalen Agentur für die Kontrolle von HIV und AIDS (National Agency for the Control of HIV and AIDS), die sämtliche Maßnahmen gegen HIV und AIDS in Nigeria koordiniert. Daneben fungierte er zeitweilig als Vorsitzender des Globalen Agendarates für die demografische Dividende des Weltwirtschaftsforums sowie als Co-Vorsitzender der Referenzgruppe für die Familienplanung 2020.
Am 17. Dezember 2008 wurde Osotimehin von Präsident Goodluck Jonathan als Nachfolger von Adenike Grange zum Gesundheitsminister Nigerias berufen und bekleidete dieses Amt bis zum 17. März 2010, woraufhin Onyebuchi Chukwu sein Nachfolger wurde. Am 1. Januar 2011 wurde er Nachfolger von Soraya Obaid Exekutivdirektor des Bevölkerungsfonds der Vereinten Nationen (UNFPA) im Range eines Untergeneralsekretärs der Vereinten Nationen und 2015 für eine zweite Amtszeit ernannt. In dieser Funktion befasste er sich unter anderem mit der Umsetzung der Ergebnisse der Internationalen Konferenz für Bevölkerung und Entwicklung 1994 in Kairo. Nach seinem unerwarteten Tod am 4. Juni 2017 wurde die stellvertretende Exekutivdirektorin für Programme Natalia Kanem von UN-Generalsekretär António Guterres zur kommissarischen Exekutivdirektorin des UNFPA ernannt.
Babatunde Osotimehin war verheiratet und Vater von fünf Kindern.